# Repoblacja
Repoblacja – ponowne zaludnianie ziem na Półwyspie Iberyjskim, towarzyszące rekonkwiście.
Niekiedy chodziło o kolonizację obszarów zupełnie wyludnionych po ucieczce ludności muzułmańskiej, innym razem o zwiększenie odsetka ludności chrześcijańskiej na nowo podbitych terenach. Repoblacja miała różny charakter w poszczególnych królestwach chrześcijańskich, pewne zmiany zależały też od okresu, w którym ją prowadzono. Różna była narodowość osadników, prawa, jakie im nadawano, różnie też postępowano z miejscową ludnością muzułmańską, żydowską czy mozarabską.